# 23403 Boudewijnbuch
23403 Boudewijnbuch (tên chỉ định: 1971 FB) là một tiểu hành tinh vành đai chính. Nó được phát hiện bởi Tom Gehrels ở Đài thiên văn Palomar ở Quận San Diego, California, ngày 24 tháng 3 năm 1971. Nó được đặt theo tên Boudewijn Büch, a Dutch writer, poet, và television presenter.